# Jan Maciej Kosina
Jan Maciej Kosina (ur. 1859 w Strzyżowie, zm. 15 lutego 1943 w Sanoku) – inżynier leśnik, geometra, mierniczy przysięgły, działacz społeczny.

## Życiorys

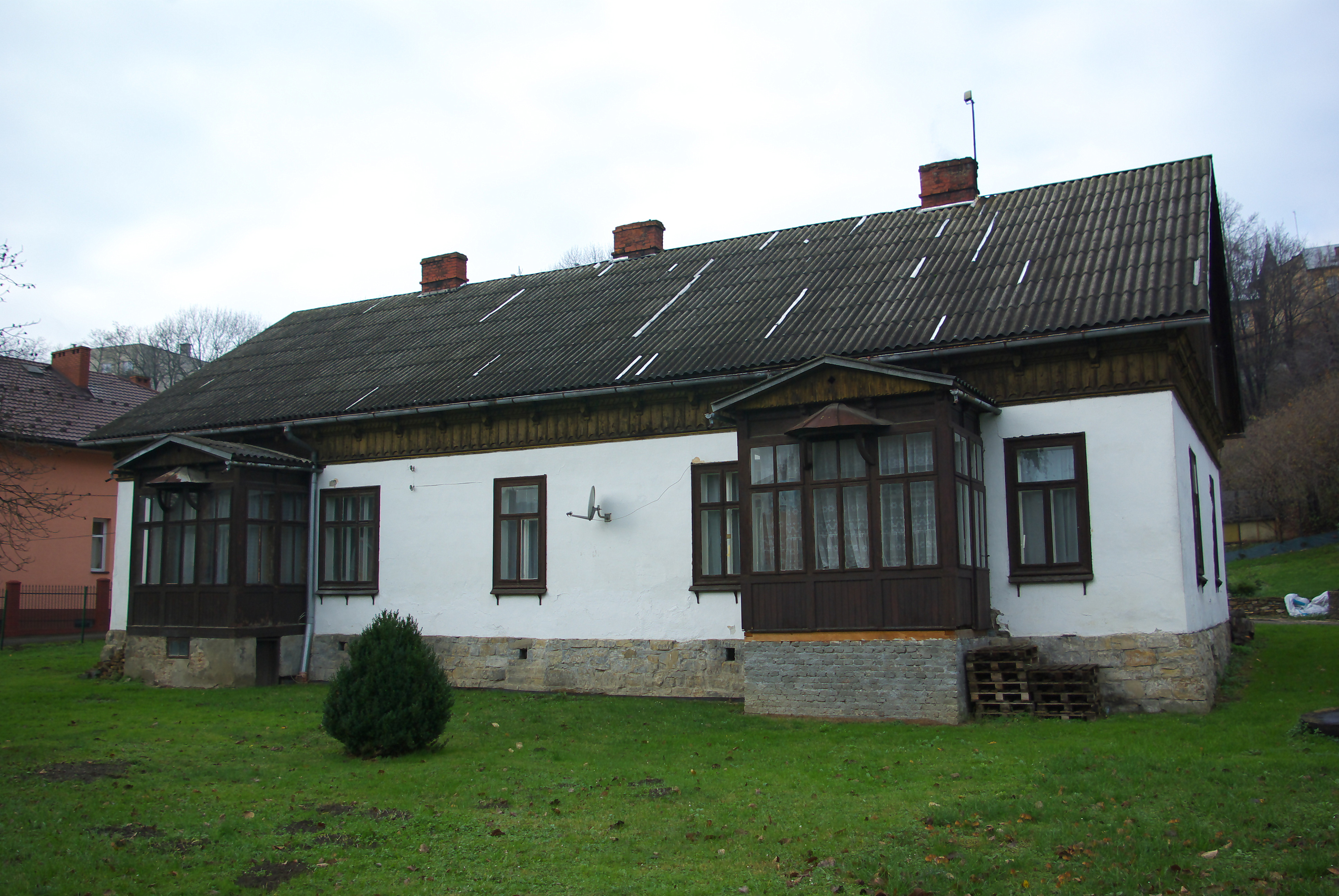
Były dom rodziny Kosinów w Sanoku

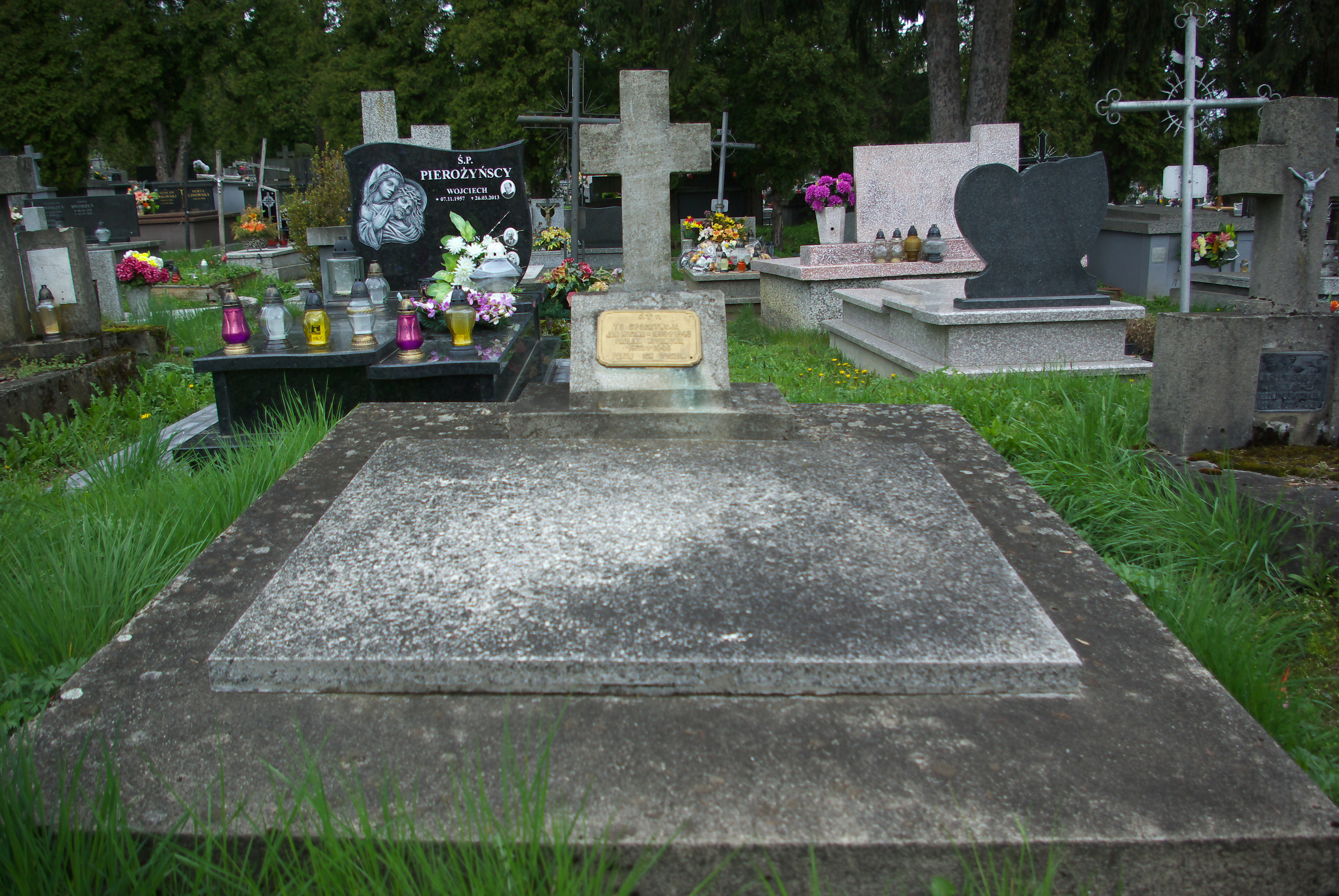
Grobowiec Jana i Pauliny Kosinów w Sanoku

Protoplastą rodu Kosinów był XVII-wieczny czeski powstaniec, Jan Kozina. Jan Maciej Kosina pochodził z czeskiej chłopskiej (później ziemiańskiej) zubożałej rodziny. Był pierwszym Polakiem w rodzie. Jego dziadkami był Mathyas Kozina (ok. 1780–1840, właściciel dóbr Chotiměř k. Domažlic) i Katarzyna Auřada, a rodzicami Józef Kozina-Kosina (1816–1870, zarządca browarów w Dukli) i Maria Wojnarowska. Zgodnie z tradycją rodzinną w kolejnych pokoleniach rodu, najstarszy z synów otrzymywał imię czeskiego protoplasty Jana.
Jan Maciej Kosina urodził się w Strzyżowie. Ukończył szkołę średnią, a następnie został absolwentem Hochschule für Bodenkultur w Wiedniu (Akademia Górniczo-Leśna) uzyskując tytuł inżyniera leśnictwa. Pracował jako nadleśniczy w leśnictwie państwowym Austro-Węgier w rejonie Lwowa, Tarnopola, później w Starzawie i Berehach Dolnych. Był autorem prac odkrywczych, był współpracownikiem czasopisma „Sylwan”, został wykładowcą i członkiem komisji egzaminacyjnej na Wydziale Leśnictwa Politechniki Lwowskiej, członkiem komisji egzaminacyjnej dla samoistnych gospodarzy leśnych. Działał w zarządzie Polskiego Towarzystwa Leśnego.
Po zakończeniu austriackiej służby państwowej został sądowym mierniczym przysięgłym, od 1904 prowadził własną kancelarię w Sanoku (był w niej zatrudniony m.in. Stanisław Beksiński). 21 września 1913 złożył przysięgę obejmując stanowisko rządowo upoważnionego inżyniera lasowości (leśnictwa) w Sanoku. Po wybuchu I wojny światowej od 12 listopada 1914 wraz z bliskimi przebywał w Wiedniu. U schyłku wojny w listopadzie 1918 był jednym z przełożonych sformowanego wówczas z sanockich harcerzy „Pogotowia Młodzieży”. Został członkiem wydziału (zarządu) zawiązanego 22 maja 1919 Koła Przyjaciół Harcerstwa w Sanoku.
Po odzyskaniu przez Polskę niepodległości jako rządowo upoważniony cywilny geometra złożył przysięgę 22 kwietnia 1921. W okresie II Rzeczypospolitej jako cywilny geometra był rządowo upoważnionym cywilnym inżynierem leśnictwa. 22 kwietnia 1921 złożył przysięgę i został wpisany na listę mierniczych przysięgłych w Polsce. Prowadził prace miernicze na rzecz metropolity Andrzeja Szeptyckiego oraz wielu właścicieli dóbr w Galicji. W 1921, 1923, 1924 był powoływany na liście znawców z zawodu leśnictwa dla oszacowania przedmiotów i gruntów, mogących ulec wywłaszczeniu dla kolei żelaznej oraz do wyznaczenia wynagrodzeń za wywłaszczenie praw wodnych. Brał udział w zalesianiu parku miejskiego im. Adama Mickiewicza w Sanoku. W latach 30 XX w. był autorem projektu połączenia kolejek wąskotorowych w Bieszczadach z Łańcutem przy pomocy energii elektrycznej z elektrowni Myczkowce-Zwierzyń (realizację uniemożliwił wybuch II wojny światowej). W ostatnim okresie życia był nadleśniczym inspekcji leśnej i lasów prywatnych.
Funkcjonował na polu organizacji i życia społecznego. W 1929 był jednym z założycieli sanockiego koła Polskiego Towarzystwa Tatrzańskiego, w którym pełnił funkcję zastępcy prezesa. Działał w Towarzystwie Szkoły Ludowej w Sanoku i Towarzystwie Polskiej Ochronki Dzieci Chrześcijańskich (był opiekunem ochronki) oraz był prezesem oddziału sanockiego Ligi Katolickiej, działającej przy parafii Przemienienia Pańskiego w Sanoku. Był członkiem sanockiego gniazda Polskiego Towarzystwa Gimnastycznego „Sokół” od 1912. Był członkiem wspierającym Katolicki Związek Młodzieży Rękodzielniczej i Przemysłowej w Sanoku.
11 listopada 1937 został odznaczony Złotym Krzyżem Zasługi „zasługi na polu pracy społecznej”.
Pod koniec XIX wieku jego żoną została Austriaczka, Paulina z domu Girtler von Kleeborn (1862–1945), absolwentka Konserwatorium Muzycznego we Lwowie, początkowo była pianistką. Oboje mieli pięcioro dzieci, czterech synów: najstarszy Jan Józef (1894–1940, oficer dyplomowany Wojska Polskiego, ofiara zbrodni katyńskiej; jego synem był Jan Juliusz, 1924–1998), Stanisław (1896–1988, doktor praw, konsul), Andrzej (1898–1920, ofiara wojny polsko-bolszewickiej, kawaler Orderu Virtuti Militari), Piotr Zbigniew (1902–1939, inżynier leśnik, zginął od bomby podczas kampanii wrześniowej) oraz córka Helena (1900–2000, nauczycielka języka polskiego, działaczka społeczna) (1900–2000). Ich dzieci przychodziły na świat w różnych miejscowościach wskutek zmian miejsca służby inżyniera Kosiny. Jan Maciej i Paulina Kosinowie należeli do III Zakonu franciszkańskiego i Sodalicji Mariańskiej.
Około 1905 rodzina Kosinów przeprowadziła się na stałe do Sanoka. Zamieszkiwała w wynajmowanych lokalach: wpierw w domu przy ulicy Podgórze, pomiędzy Schodami Serpentyny i Franciszkańskimi, następnie w domu należącym do notariusza z Leska, Tomasika, przy obecnej ulicy Władysława Sikorskiego, po I wojnie światowej na piętrze w kamienicy Gerardisów przy ulicy Kazimierza Wielkiego (wówczas pod adresem numeru 8). Uchwałą Rady Miejskiej w Sanoku z 1928 Jan Kosina został uznany przynależnym do gminy Sanok. Ze ww. mieszkania po wybuchu II wojny światowej i wobec odmowy podpisania Volkslisty przez Paulinę Kosinę zostali wydaleni i zamieszkali wówczas na piętrze kamienicy Hasenlaufa, u zbiegu ulic Jagiellońskiej i Tadeusza Kościuszki, gdzie przebywali do śmierci. Podczas okupacji niemieckiej Jan Kosina współdziałał w ramach polskiej konspiracji w zakresie przerzutów transgranicznych na Węgry.
Jan Kosina zmarł 15 lutego 1943 w Sanoku i dwa dni później został pochowany na cmentarzu przy ul. Jana Matejki w Sanoku.